# Hauptstrasse 255
Die Hauptstrasse 255 oder Zofingerstrasse ist eine 18 Kilometer lange Hauptstrasse und eine Kantonsstrasse im Verwaltungskreis Oberaargau des Kantons Bern und im Bezirk Zofingen des Kantons Aargau in der Schweiz.

## Verlauf
Die Hauptstrasse 255 beginnt im Stadtzentrum von Langenthal, wo sie mit den Hauptstrassen 239.1 (nach Melchnau), 241 (nach Kaltenherberg, Roggwil) und 244 (nach Huttwil) verbunden ist. Sie überquert im Ortszentrum auf einer Brücke über die Langete an der Marktgasse den Fluss Langete, der in diesem Abschnitt über eine längere Strecke eingedolt ist, und führt danach in nordöstlicher Richtung zum Rand der Siedlung beim Spital Langenthal. Das von der Strasse berührte Landwirtschaftsgebiet östlich von Langenthal ist ein Teil des Areals «Wässermatten in den Tälern der Langete, der Rot und der Önz», das im Bundesinventar der Landschaften und Naturdenkmäler von nationaler Bedeutung aufgeführt ist. Die wertvolle historische Kulturlandschaft liegt zudem im Smaragdgebiet Oberaargau, einem grossen Landschaftsschutzgebiet im Kanton Bern.
Die Strasse passiert die Siedlung «Bad» und die Flur «Im Weier», wo sich vom 17. bis zum 19. Jahrhundert ein Fischweiher des Klosters St. Urban befand. Der Bach, der dieses Gebiet entwässert, heisst noch heute Weierbächli. Im Waldgebiet «Weier-Ischlag» überquert die Hauptstrasse auf einer Brücke das Weierbächli und danach die Gemeindegrenze zu Roggwil. 2022 plante die Bau- und Verkehrsdirektion des Kantons Bern den Bau eines Radweges an der Hauptstrasse 255 in der Gemeinde Roggwil.
Im südöstlichen Ortsteil von Roggwil beim Bahnhof St. Urban der Bahnstrecke Langenthal–Melchnau erreicht die Strasse die Hauptstrasse 256. Sie folgt dieser Strasse fast 100 Meter weit und quert dabei mit einem Niveauübergang die Bahnstrecke beim Bahnhof St. Urban. Von der St. Urbanstrasse zweigt sie gegen links ab und führt in nordöstlicher Richtung über den Talboden, wo sie beim Dreikantonseck (Punkt 442) die Rot überquert. Danach steigt sie gegen Norden auf die Passhöhe im Hügelgebiet bei St. Urban, wo sie mit 529 m ü. M. den höchsten Punkt des Strassenverlaufs erreicht. An der Hofsiedlung «Hintere Glashütten» vorbei, durch den grossen Boowald und das Tal des Westerbachs führt sie in das Pfaffnerntal. In Vordemwald überquert sie die Pfaffneren, verlässt deren Tal und steigt über den Sattel beim Moorenhubel in das Tal der Wigger. Dort passiert sie die Gemeinde Strengelbach, führt über die Autobahn A2 und über eine Wiggerbrücke, unterquert die Bahnlinie Olten–Luzern und erreicht südlich der Altstadt von Zofingen beim Knoten «Oberer Stadteingang» oder «Obere Vorstadt» die Hauptstrasse 2.

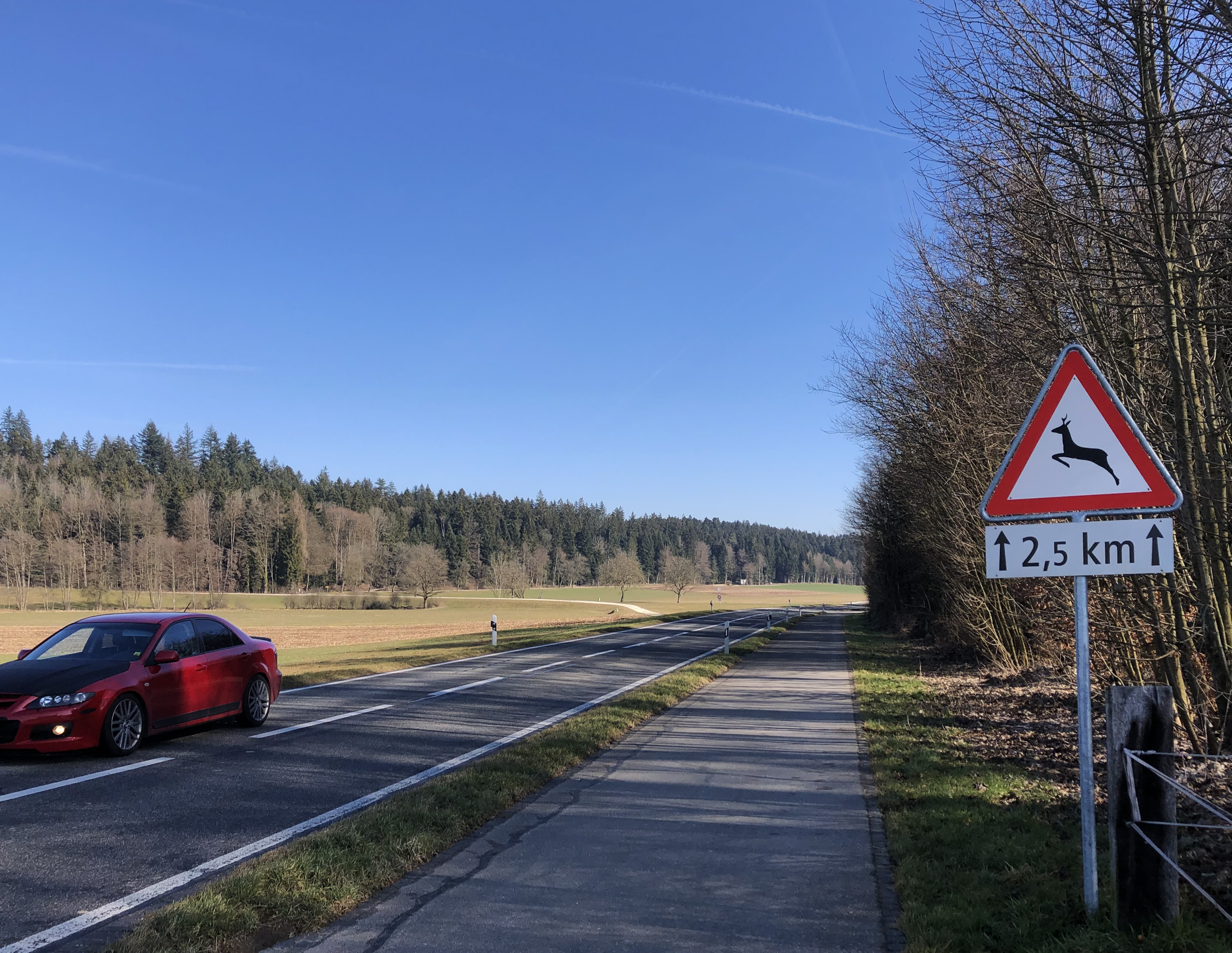
Strasse mit Radweg im Gebiet «Im Weier» bei Langenthal
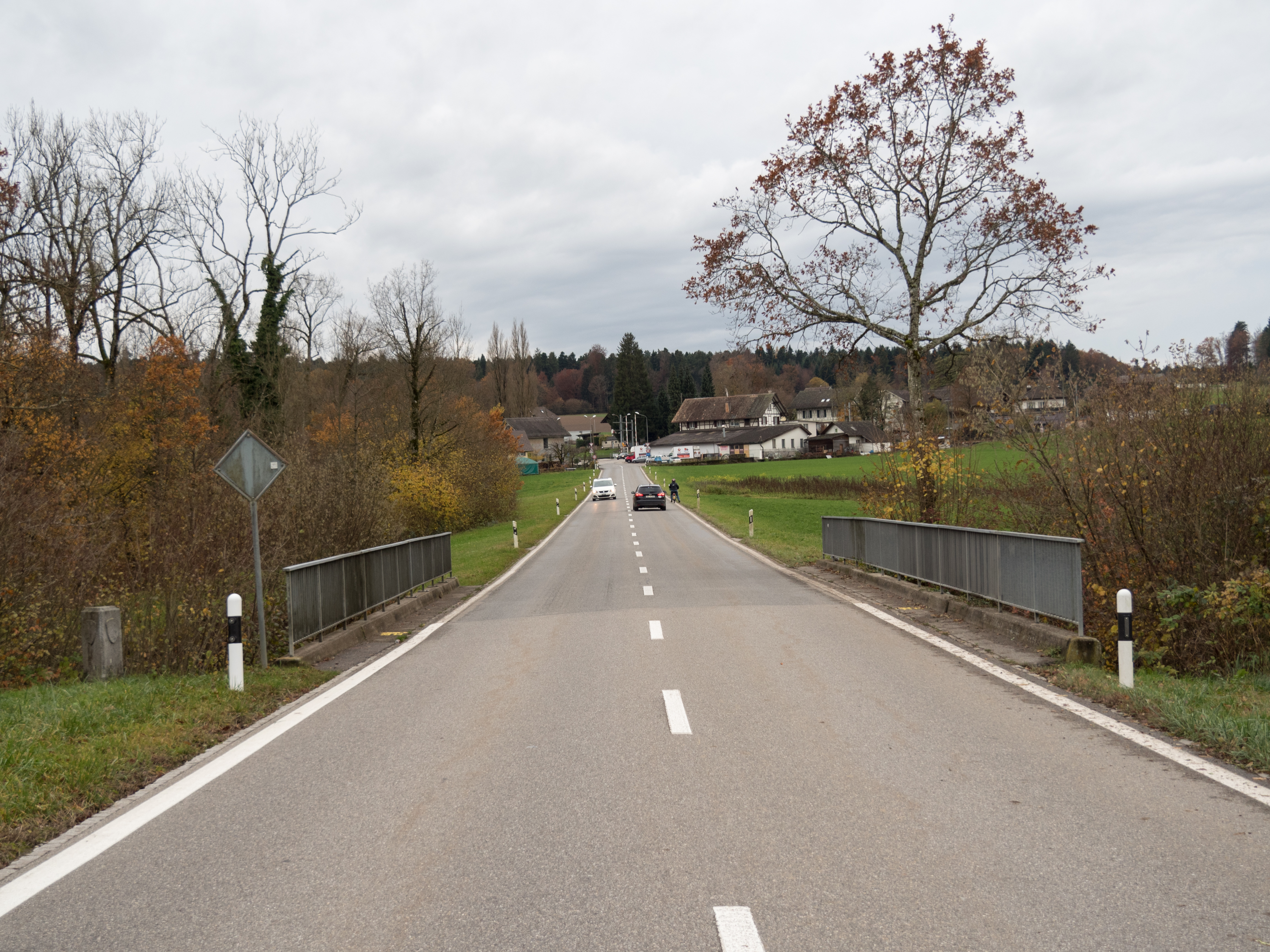
Brücke über die Rot beim Dreikantonseck (Grenzstein sichtbar auf linker Seite), zwischen Roggwil und Murgenthal
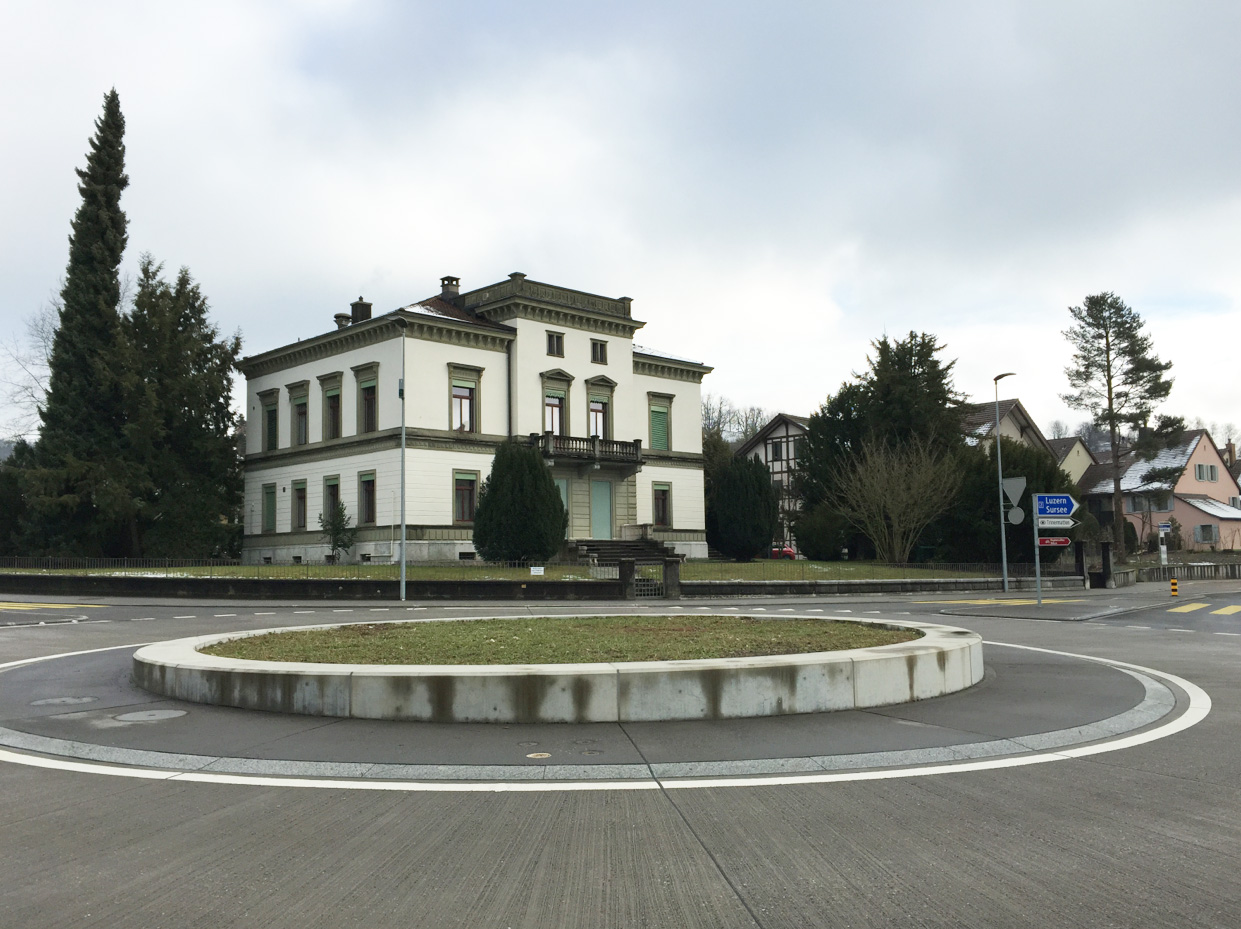
Knoten Obere Vorstadt in Zofingen